# Die jungen Wilden
Die jungen Wilden (Originaltitel: The Young Savages) ist ein US-amerikanischer Spielfilm aus dem Jahr 1961. Der Film basiert auf dem Roman Harlem Fieber (A Matter of Conviction) von Ed McBain, welcher den Roman 1959 unter seinem Künstlernamen Evan Hunter veröffentlichte.

## Handlung
Im New Yorker Stadtteil Spanish Harlem wird der blinde 15-jährige Roberto Escalante unter Zeugen am helllichten Tag von drei italienischstämmigen Jugendlichen brutal niedergestochen. Nach der Tat flüchten die Täter und schmeißen die Tatwaffen weg. Aufgrund der hohen Anzahl an Augenzeugen werden die Drei allerdings schnell gefasst. Die minderjährigen Täter Danny Di Pace, Arthur Reardon und Anthony „Vampyr“ Aposto sind Mitglieder der Straßengang „The Thunderbirds“, welche sich regelmäßige erbitterte Straßenkämpfe mit den verfeindeten „Horsemen“, einer puerto-ricanischen Jugendgang, liefern. Der angehende Gouverneur Dan Cole ist in diesem Falle für die Todesstrafe, da er sich von einem harten Urteil Wählerstimmen erhofft. Diese Meinung teilt er mit dem ermittelnden Staatsanwalt Hank Bell. Auf Roberto Escalantes Beerdigung fordert auch dessen Mutter Gerechtigkeit durch die Todesstrafe.
Allerdings protestiert Bells Frau Karin gegen die Todesstrafe, die ihr Mann fordert. Zudem ist Danny das Kind von Bells früherer Jugendliebe Mary Di Pace. Hank Bell stammt ehemals selber aus dieser Gegend und hat es nur mit Fleiß aus dem Ghetto geschafft. Bell ermittelt schließlich in beiden Lagern und macht eine erstaunliche Entdeckung. In der Gerichtsverhandlung nimmt Bell die Schwester des Opfers und Augenzeugin, die 16-jährige Louisa, vor Gericht ins Kreuzfeuer.
Es stellt sich heraus, dass der ermordete blinde Roberto selber Mitglied der „Horsemen“ war und, sollten die Straßenkämpfe von der Polizei gestört werden, die Waffen seiner Gangmitglieder unter seinem Mantel versteckt. Ein blinder Junge war nicht verdächtig und wurde nie kontrolliert. Somit kamen die Puerto-Ricaner stets ungeschoren davon. Ebenfalls stellt sich heraus, dass Anthony geistig verwirrt ist und Danny mit seinem Messer gar nicht zugestoßen hat. Damit fällt die Hauptschuld auf Reardon, welcher für mindestens 20 Jahre in das Gefängnis muss. Anthony wird in eine geschlossene Anstalt eingeliefert und Danny erhält wegen Beihilfe nur eine einjährige Jugendhaftstrafe.

## Kritik
Das Lexikon des internationalen Films bezeichnete das Werk als „In der Milieuzeichnung glaubhaft und kompromisslos, in der Charakterisierung der Figuren jedoch zu vordergründig.“

## Hintergrund
Telly Savalas hatte hier sein Spielfilmdebüt.
In der filmischen Darstellung wird die italienische Gang als Halbstarke dargestellt, entgegen den Puerto-Ricanern, welche sich sehr modisch kleiden, ähnlich den britischen Teddy Boys.
Gegenüber der Romanvorlage weichen einige Namen ab.

## Synchronisation
Die deutsche Synchronbearbeitung entstand 1961 in Berlin.
| Darsteller          | Synchronsprecher      | Rolle                   |
| ------------------- | --------------------- | ----------------------- |
| Burt Lancaster      | Wolfgang Lukschy      | Hank Bell               |
| Jody Fair           | Brigitte Grothum      | Angela Rugiello         |
| Neil Nephew         | Horst Gentzen         | Anthony „Vampir“ Aposto |
| David J. Stewart    | Gert Günther Hoffmann | Barton                  |
| Stanley Kristien    | Wolfgang Draeger      | Danny di Pace           |
| Telly Savalas       | Arnold Marquis        | Lieutenant Gunderson    |
| Milton Selzer       | Gerd Martienzen       | Dr. Walsh               |
| Stanley Adams       | Gerd Duwner           | Lt. Hardy               |
| Shelley Winters     | Tilly Lauenstein      | Mary di Pace            |
| Edward Andrews      | Siegfried Schürenberg | R. Daniel Cole          |
| Vivian Nathan       | Eva Eras              | Mrs. Escalante          |
| John Davis Chandler | Claus Wilcke          | Reardon                 |
| Larry Gates         | Curt Ackermann        | Verteidiger Randolph    |
| Luis Arroyo         | Michael Chevalier     | Zorro                   |
| Robert Burton       | Robert Klupp          | Richter                 |